# Lakeside Hammers
Lakeside Hammers – żużlowy klub z Thurrock w hrabstwie Essex (Anglia). W Elite League startuje od 2004 i jak dotąd nie zdobył żadnego medalu w mistrzostwach Wielkiej Brytanii

## Skład na sezon 2009
- Adam Shields
- Joonas Kylmäkorpi
- Jonas Davidsson
- Kauko Nieminen
- Lee Richardson
- Chris Mills
- Stuart Robson
- Phil Morris

## Skład na sezon 2008
- Andreas Jonsson
- Adam Shields
- Joonas Kylmäkorpi
- Jonas Davidsson
- Leigh Lanham
- Ricky Kling
- Luboš Tomíček (rezerwa)

## Skład na sezon 2007
- Andreas Jonsson
- Joonas Kylmäkorpi - 2/000
- Krzysztof Kasprzak - 1,930
- Leigh Lanham - 1,646
- Henning Bager - 1,637
- Christian Hefenbrock - 1,272

- Chris Neath (rezerwa) ns

## Osiągnięcia
Niektóre z zamieszczonych tu informacji wymagają weryfikacji.
 Po wyeliminowaniu niedoskonałości należy usunąć szablon [[Szablon:Dopracować|]] z tej sekcji.
- Drużynowe Mistrzostwa Wielkiej Brytanii:
  - złoto: 1956
  - srebro: 2008
  - brąz: 1939 WRZESIEŃ